# Sandjak d'Estergon
Le sandjak d'Estergon était une subdivision administrative de l'empire ottoman, située dans le pachalik de Budin autour d'Estergon, actuellement Esztergom en Hongrie.
Pendant la guerre austro-turque de 1529-1552, elle est prise par les Ottomans lors du siège d'Esztergom (1543) (en).
Pendant la Longue Guerre austro-turque de 1591-1606, la ville est de nouveau assiégée et reprise par les Autrichiens en 1594-1595 mais reconquise par les Ottomans en 1605.
La ville d'Estergon (Gran en allemand, Ostrihom en slovaque, Strigonie chez les anciens auteurs français) est une des principales villes de la Hongrie ottomane. Située sur une hauteur rocheuse, ses fortifications sont cependant d'un modèle périmé et dominées par une colline proche. La mosquée Öziçeli Hacci Ibrahim dans la citadelle de Víziváros est la plus ancienne mosquée ottomane subsistante dans les régions danubiennes.
Pendant la Grande guerre turque de 1683-1699, peu après la victoire de la Sainte-Ligue à la bataille de Vienne, elle est assiégée du 22 au 28 octobre 1683 par l'armée du Saint-Empire commandée par Charles V de Lorraine et Jean III Sobieski, roi de Pologne. Les généraux de l'armée chrétienne acceptent la capitulation de la garnison turque et lui permettent de se retirer à Buda mais, dans cette ville, le grand vizir Kara Mustafa fait exécuter les officiers ottomans pour leur capitulation. Une nouvelle bataille devant Esztergom, le 16 août 1685, oppose les Ottomans aux Impériaux et s'achève par une victoire de ces derniers.